# Reino de Hungría del Este
El Reino de Hungría del Este o Hungría Oriental (en húngaro: keleti Magyar Királyság) es la denominación moderna del que fue el reino de los Zápolya bajo las reclamaciones de la Casa Habsburgo para gobernar completamente el Reino de Hungría, ya que poseía Hungría Occidental. Éste fue un estado vasallo del Imperio otomano y predecesor del Principado de Transilvania, el cual existió entre 1526 y 1570 a raíz de la Batalla de Mohács, en la cual Hungría se repartió entre los Habsburgo y el Imperio otomano. La casa Habsburgo intentó en varias ocasionas anexar éste territorio de forma fallida, ya que Hungría del Este contaba con el apoyo del Imperio otomano. Tras la firma del Tratado de Oradea en 1538 ambos estados firmaron unas fronteras temporales y en 1570 tras el Acuerdo de Espira, se crea el Principado de Transilvania.

## Reinado de Juan I
En 1526, Hungría fue derrotada en la Batalla de Mohács y el rey Luis II fue asesinado y los otomanos conquistaron la parte este de Hungría. Fernando de Austria reclamó sus derechoas a la corona, ya que se había casado con la hermana de Luis, pero los nobles húngaros se opusieron y ascendieron al trono a Juan Zápolya. La dieta húngara le proclamó rey, pero Fernando envió un ejército en 1528. Juan formó alianzas con el sultán Suleimán I e incluso juró fidelidad a él en 1529. En 1538, los dos estados firmaron el Tratado de Oradea, que oficializó esta división y también proclamaba a Fernando como heredero de Juan, que no tenía hijos.

## Reinado de Juan II
El Tratado de Oradea duró dos años, puesto que Juan tuvo un hijo en 1540 (también llamado Juan), 9 días antes de la muerte de su padre. El hijo fue coronado tan sólo algunas semanas después, pero fue realmente gobernado por su madre Isabel y Jorge Martinuzzi como regente. Fueron apoyados por Suleimán, quien reconoció a Juan II como rey y como su vasallo. En 1541, Fernando invadió Hungría del Este para hacer cumplir su reclamo. Martinuzzi llamó a Suleimán, quien expulsó a Fernando, pero anexó varias partes de Hungría Central.
Las campañas del ejército en 1543 y 1544 dejaron un solo enlace seguro a la Hungría Real y esto provocó la disminución del apoyo de los Habsburgo. En 1544 comisioneros de las partes centrales del Reino Medieval de Hungría participaron como iguales en la dieta de Transilvania, celebrada en Turda. La cancillería y el Tribunal superior de Buda desparecieron en la crisis política entre 1540 y 1541, por lo cual Martinuzzi formó una nueva estructura administrativa y estableció el tribunal en Gyulafehérvár.
Un ejército de los Habsburgo marchó hacia Transilvania y la región de Tisza, bajo el mando de Giovanni Battista Castaldo. Martinuzzi continuó sus intrigas, enviando tributo feudal al sultán, y fue asesinado por Castaldo en 1551. Juan II abdicó como rey, y junto con Isabel se fueron a Polonia.
El sultán, sintiéndose traicionado, envió a su ejército contra Hungría en 1552. Solo el castillo de Eger, comandado por István Dobó, resistió al ejército otomano. En 1553, Fernando retiró las tropas de Castaldo de Transilvania. En 1554, el sultán lanzó otro ataque contra Hungría, ocupando Salgó y Fülek. Villas que no volverían a los Habsburgo hasta 1593.
En 1556, los nobles de Transilvania llamaron a Juan II y lo eligieron Príncipe de Transilvania en la Dieta de Szászsebes. También fue reconocido nuevamente rey. En 1568, Juan II reconoció la libertad de religión en el Edicto de Turda.

## Acuerdo de Espira
En 1570, Juan II firmó el Acuerdo de Espira con el sucesor de Fernando, Maximiliano. Juan II abdicó como rey en favor de Maximiliano disolviendo de esta forma el Reino de Hungría del Este. Lo reconoció como príncipe de Transilvania y el Partium desde 1570 hasta su muerte en 1571. El acuerdo endorsó el principio de la unidad de Hungría y Juan II se convirtió en vasallo de Maximiliano. Finalmente, el Reino de Hungría del Este se convirtió en el predecesor del Principado de Transilvania.